# Sky Sport MotoGP
Sky Sport MotoGP è un canale televisivo tematico italiano dedicato esclusivamente al motomondiale prodotto da Sky Italia.
È visibile a tutti gli abbonati al pacchetto "Sky Sport" e trasmette in diretta prove libere, qualifiche warm-up e gare di tutti i gran premi stagionali del campionato Mondiale della classe MotoGP e delle altre classi quali: Moto2, Moto3 e MotoE. Sono previste anche trasmissioni di approfondimento e la riproposizione di Gran Premi che hanno fatto la storia del motomondiale. Durante i weekend del motomondiale sono presenti 5 canali interattivi.
Il canale è stato lanciato il 10 marzo 2014. Dipende dalla testata Sky Sport.

## Loghi

10 marzo 2014 - 2 luglio 2015
2 luglio 2015 - 2 luglio 2018
2 luglio 2018 - 19 settembre 2020
19 settembre 2020 - 17 novembre 2024
In uso dal 17 novembre 2024